# Атка (острів)
Острів А́тка (алеут. Атӽаӽ, трансліт. Atx̂ax̂, англ. Atka Island) — найбільший острів у групі Андреянівських островів, які є частиною Алеутських островів (шт. Аляска, США). 

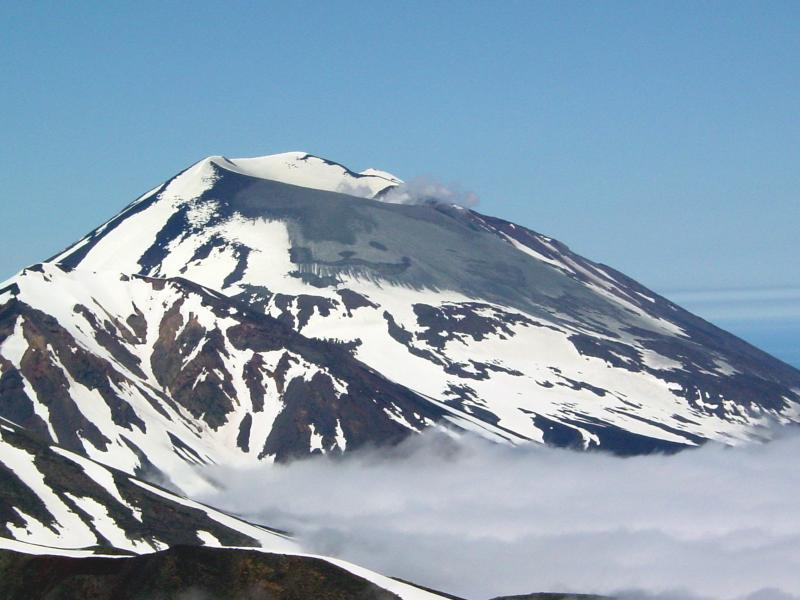
Вулкан Коровін

## Географія
Острів Атка знаходиться у 80 км від острову Адак. Розміри острову складають: у ширину 105 км та від 3 до 30 км у ширину), площа острову -  1,048 км2). Острів є 22 за розміром у США. На північному сході острову знаходиться вулкан Коровін, висота якого досягає 1533 м.  у 5,5 км від західної точки острову Атка, мису Кігун, знаходиться невеликий острів Оглодак. 
Місто Атка знаходиться у схіній частині острову. Населення острову за переписом 2000 року складає 95 чоловік, які проживають у місті Атка

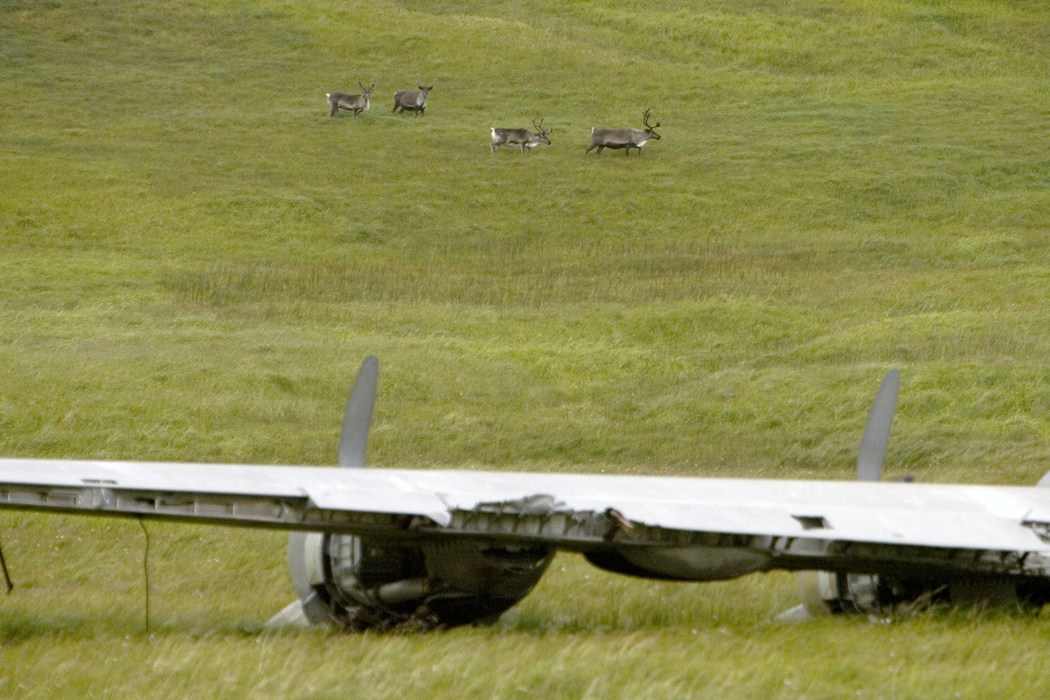
Залишки військової техніки часів Другої світової війни на острові Атка

## Історія
У грудні 2008, президент США Джордж Вокер Буш відкрив на острові монумент у пам'ять про події Другої світової війни (the World War II Valor in the Pacific National Monument). Залишки розбитого B-24 Liberator на острові є онією з 9 частинин цього монументу. 